# Lamarckdromia
Lamarckdromia is een geslacht van kreeftachtigen uit de klasse van de Malacostraca (hogere kreeftachtigen).

## Soort
- Lamarckdromia globosa (Lamarck, 1818)